# Liste der Kulturdenkmäler in Lustadt
In der Liste der Kulturdenkmäler in Lustadt sind alle Kulturdenkmäler der rheinland-pfälzischen Ortsgemeinde Lustadt aufgeführt. Grundlage ist die Denkmalliste des Landes Rheinland-Pfalz (Stand: 26. Juni 2023).

## Denkmalzonen
| Bezeichnung                      | Lage                                                                                                   | Baujahr         | Beschreibung | Bild                           |
| -------------------------------- | --- | --------------- | --- | ------------------------------ |
| Denkmalzone Ortskern Oberlustadt | Oberlustadt, Obere Hauptstraße 73, 115–138 und 162, Heustraße 140, 141 und 148–150, Röderstraße 2 Lage |                 | ungewöhnliche Dichte überwiegend recht stattlicher Fachwerkhäuser, evangelische und katholische Kirche mit Pfarrgarten sowie ein Gasthof mit prächtigem Fachwerkhaus | Fotos hochladen                |
| Jüdischer Friedhof               | Oberlustadt, nördlich des Ortes in der Nähe der B 272; Flur In den Wahlen Lage                         | 19. Jahrhundert | zahlreiche Grabsteine vor allem des frühen 19. Jahrhunderts | weitere Bilder Fotos hochladen |

## Einzeldenkmäler
| Bezeichnung                                  | Lage                                                      | Baujahr                              | Beschreibung                                                                                                 | Bild                           |
| -------------------------------------------- | --------------------------------------------------------- | ------------------------------------ | --- | ------------------------------ |
| Hofanlage                                    | Niederlustadt, Bahnhofstraße 18 Lage                      | um 1900                              | großbäuerliche Hofanlage, um 1900; stattlicher Klinkerbau, Neurenaissance, Backstein-Wirtschaftsgebäude      | Fotos hochladen                |
| Villa                                        | Niederlustadt, Bahnhofstraße 23 Lage                      | um 1909                              | stattliche zweigeschossige Mansarddachvilla, Jugendstil und Reformarchitektur, Gartenpavillon, um 1909       | Fotos hochladen                |
| Bahnhof Lustadt                              | Niederlustadt, Bahnhofstraße 31/33 Lage                   | um 1870                              | ehemaliger Bahnhof; Typenbau, Empfangsgebäude, Güterschuppen mit Wohngeschoss, um 1870 (?)                   | weitere Bilder Fotos hochladen |
| Wohnhaus                                     | Niederlustadt, Heidengasse 2 Lage                         | 1729                                 | Fachwerkhaus, bezeichnet 1729                                                                                | Fotos hochladen                |
| Wohnhaus                                     | Niederlustadt, Heidengasse 3 Lage                         | 18. Jahrhundert                      | Fachwerkhaus, teilweise massiv, 18. Jahrhundert                                                              | Fotos hochladen                |
| Wohnhaus                                     | Niederlustadt, Heidengasse 4 Lage                         | 17. Jahrhundert                      | Fachwerkhaus, wohl noch aus dem 17. Jahrhundert                                                              | Fotos hochladen                |
| Hofanlage                                    | Niederlustadt, Heidengasse 5 Lage                         | 18. Jahrhundert                      | Fachwerkhaus, 18. Jahrhundert, eineinhalbgeschossiges Fachwerknebengebäude                                   | Fotos hochladen                |
| Evangelische Christuskirche                  | Niederlustadt, Holzgasse 3 Lage                           | 1873                                 | neugotischer Backsteinsaal, bezeichnet 1873                                                                  | weitere Bilder Fotos hochladen |
| Wohnhaus                                     | Niederlustadt, Holzgasse 6 Lage                           | 18. Jahrhundert                      | eingeschossiges Fachwerkhaus mit Kniestock, 18. Jahrhundert                                                  | Fotos hochladen                |
| Wohnhaus                                     | Niederlustadt, Lindenstraße 1 Lage                        | spätes 18. Jahrhundert               | Fachwerkhaus, teilweise massiv, spätes 18. Jahrhundert                                                       | Fotos hochladen                |
| Wohnhaus                                     | Niederlustadt, Lindenstraße 2 Lage                        | 18. Jahrhundert                      | Fachwerkhaus, 18. Jahrhundert, in der zweiten Hälfte des 19. Jahrhunderts massiv überformt                   | Fotos hochladen                |
| Wohnhaus                                     | Niederlustadt, Lindenstraße 35                            | 17. oder 18. Jahrhundert             | Fachwerkhaus, teilweise massiv, 17. oder 18. Jahrhundert                                                     | Fotos hochladen                |
| Katholische Kirche St. Laurentius            | Niederlustadt, Lindenstraße, Ecke Speyerer Straße Lage    | 1510                                 | spätgotischer Saalbau, bezeichnet 1510 (Bild), 1875 neugotisch überformt                                     | weitere Bilder Fotos hochladen |
| Kriegerdenkmal                               | Niederlustadt, Lindenstraße, Ecke Speyerer Straße Lage    | 20. Jahrhundert                      | Kriegerdenkmal 1914/18                                                                                       | Fotos hochladen                |
| Schulhaus                                    | Niederlustadt, Untere Hauptstraße 1 Lage                  | drittes Viertel des 19. Jahrhunderts | ehemalige Schule; siebenachsiger Massivbau, wohl aus dem dritten Viertel des 19. Jahrhunderts                | Fotos hochladen                |
| Wohnhaus                                     | Niederlustadt, Untere Hauptstraße 9 Lage                  | 1765                                 | eingeschossiges Fachwerkhaus mit Kniestock, teilweise massiv, bezeichnet 1765                                | Fotos hochladen                |
| Wohnhaus                                     | Niederlustadt, Untere Hauptstraße 11 Lage                 | 1746                                 | Fachwerkhaus, teilweise massiv, bezeichnet 1746                                                              | Fotos hochladen                |
| Wohnhaus                                     | Niederlustadt, Untere Hauptstraße 30 Lage                 | 1716                                 | | Fotos hochladen                |
| Wohnhaus                                     | Niederlustadt, Untere Hauptstraße 35 Lage                 | 1798                                 | Fachwerkhaus, teilweise massiv, bezeichnet 1798                                                              | Fotos hochladen                |
| Wohnhaus                                     | Niederlustadt, Untere Hauptstraße 43 Lage                 | spätes 18. Jahrhundert               | eingeschossiges Fachwerkhaus mit Kniestock, wohl aus dem späten 18. Jahrhundert                              | Fotos hochladen                |
| Wohnhaus                                     | Niederlustadt, Untere Hauptstraße 47 Lage                 | 1768                                 | eingeschossiges Fachwerkhaus mit Kniestock, bezeichnet 1768 (Bild)                                           | Fotos hochladen                |
| Wohnhaus                                     | Oberlustadt, Heustraße 141 Lage                           | 17. Jahrhundert                      | Fachwerkhaus, teilweise massiv, 17. Jahrhundert (angeblich bezeichnet 1686; Bild)                            | Fotos hochladen                |
| Mannpforte                                   | Oberlustadt, Heustraße, bei Nr. 145 Lage                  | 1573                                 | ehemalige Mannpforte (Bild), bezeichnet 1573 (Bild)                                                          | Fotos hochladen                |
| Wohnhaus                                     | Oberlustadt, Heustraße 148 Lage                           | 1717                                 | eingeschossiges Fachwerkhaus mit Kniestock, bezeichnet 1717                                                  | Fotos hochladen                |
| Kriegerdenkmal                               | Oberlustadt, Karl-Lehr-Straße, an der Friedhofsmauer Lage | 20. Jahrhundert                      | Kriegerdenkmal 1914/18                                                                                       | Fotos hochladen                |
| Wohnhaus                                     | Oberlustadt, Kirchstraße 100 Lage                         | 17. Jahrhundert                      | verputztes Fachwerkhaus, wohl aus dem 17. Jahrhundert                                                        | Fotos hochladen                |
| Wohnhaus                                     | Oberlustadt, Obere Hauptstraße 33 Lage                    | Anfang des 18. Jahrhunderts          | Fachwerkhaus, teilweise massiv, Anfang des 18. Jahrhunderts                                                  | Fotos hochladen                |
| Wohnhaus                                     | Oberlustadt, Obere Hauptstraße 37 Lage                    | 1718                                 | Fachwerkhaus, bezeichnet 1718                                                                                | Fotos hochladen                |
| Wohnhaus                                     | Oberlustadt, Obere Hauptstraße 45 Lage                    | 1686                                 | Fachwerkhaus, teilweise massiv, bezeichnet 1686                                                              | Fotos hochladen                |
| Wohnhaus                                     | Oberlustadt, Obere Hauptstraße 47/48 Lage                 | zweite Hälfte des 18. Jahrhunderts   | langgestreckter Fachwerkbau, teilweise massiv, zweite Hälfte des 18. Jahrhunderts                            | Fotos hochladen                |
| Wohnhaus                                     | Oberlustadt, Obere Hauptstraße 53 Lage                    | 18. Jahrhundert                      | Fachwerkhaus, teilweise massiv oder verputzt, wohl aus dem 18. Jahrhundert                                   | Fotos hochladen                |
| Wohnhaus                                     | Oberlustadt, Obere Hauptstraße 61 Lage                    | 17. Jahrhundert                      | Fachwerkhaus, teilweise massiv, eventuell noch aus dem 17. Jahrhundert                                       | Fotos hochladen                |
| Gasthaus Schäffer                            | Oberlustadt, Obere Hauptstraße 73 Lage                    | 1746                                 | stattlicher Fachwerkbau, Walmdach, bezeichnet 1746; drei Sandsteintorpfosten, bezeichnet 1787, 1844 erneuert | Fotos hochladen                |
| Evangelische Apostelkirche                   | Oberlustadt, Obere Hauptstraße 74 Lage                    | 1615                                 | Bruchsteinsaal, 1615, 1741 umgebaut                                                                          | weitere Bilder Fotos hochladen |
| Katholische Pfarrkirche St. Johannes Baptist | Oberlustadt, Obere Hauptstraße 115 Lage                   | 1915–22                              | vierachsiger Saalbau, Reformarchitektur, 1915–22                                                             | weitere Bilder Fotos hochladen |
| Wohnhaus                                     | Oberlustadt, Obere Hauptstraße 116 Lage                   | 17. Jahrhundert                      | Fachwerkhaus, teilweise massiv, 17. Jahrhundert                                                              | Fotos hochladen                |
| Wohnhaus                                     | Oberlustadt, Obere Hauptstraße 118 Lage                   | 17. Jahrhundert                      | Fachwerkhaus, teilweise massiv, 17. Jahrhundert                                                              | Fotos hochladen                |
| Wohnhaus                                     | Oberlustadt, Obere Hauptstraße 121/122 Lage               | 18. Jahrhundert                      | Fachwerkhaus, 18. Jahrhundert, rückwärtig verlängert, eventuell noch im 18. Jahrhundert                      | Fotos hochladen                |
| Wohnhaus                                     | Oberlustadt, Obere Hauptstraße 128 Lage                   | 1737                                 | Fachwerkhaus, teilweise massiv, bezeichnet 1737                                                              | Fotos hochladen                |
| Wohnhaus                                     | Oberlustadt, Obere Hauptstraße 130 Lage                   | um 1800                              | eingeschossiges Fachwerkhaus, um 1800                                                                        | Fotos hochladen                |
| Wohnhaus                                     | Oberlustadt, Obere Hauptstraße 131 Lage                   | 1750                                 | barockes Fachwerkhaus, bezeichnet 1750                                                                       | Fotos hochladen                |
| Wohnhaus                                     | Oberlustadt, Obere Hauptstraße 133 Lage                   | 18. Jahrhundert                      | Fachwerkhaus, teilweise massiv, 18. Jahrhundert; Torpfosten, zweite Hälfte des 18. Jahrhunderts              | Fotos hochladen                |
| Wohnhaus                                     | Oberlustadt, Obere Hauptstraße 134 Lage                   | 1688                                 | Fachwerkhaus, teilweise massiv, bezeichnet 1688                                                              | Fotos hochladen                |
| Wohnhaus                                     | Oberlustadt, Obere Hauptstraße 136 Lage                   | 1711                                 | Fachwerkhaus, bezeichnet 1711, heutiges Erscheinungsbild aus der zweiten Hälfte des 18. Jahrhunderts         | Fotos hochladen                |
| Wohnhaus                                     | Oberlustadt, Obere Hauptstraße 137 Lage                   | 17. Jahrhundert                      | Fachwerkhaus, teilweise massiv, wohl noch aus dem 17. Jahrhundert                                            | Fotos hochladen                |
| Rathaus                                      | Oberlustadt, Obere Hauptstraße 140 Lage                   | 1875                                 | stattlicher spätklassizistisch geprägter Walmdachbau, bezeichnet 1875                                        | weitere Bilder Fotos hochladen |
| Wohnhaus                                     | Oberlustadt, Obere Hauptstraße 162 Lage                   | 1740                                 | Fachwerkhaus, angeblich bezeichnet 1740; Torpfosten, bezeichnet 1818                                         | Fotos hochladen                |
| Wohnhaus                                     | Oberlustadt, Obere Hauptstraße 225 Lage                   | 17. Jahrhundert                      | Fachwerkhaus, teilweise massiv, eventuell noch aus dem 17. Jahrhundert                                       | Fotos hochladen                |

## Ehemalige Kulturdenkmäler
| Bezeichnung | Lage                                     | Baujahr                    | Beschreibung | Bild            |
| ----------- | ---------------------------------------- | -------------------------- | --- | --------------- |
| Wohnhaus    | Niederlustadt, Untere Hauptstraße 2 Lage | Mitte des 19. Jahrhunderts | Wohnhaus, stattlicher Massivbau, nach der Mitte des 19. Jahrhunderts; prägende Stellung im Straßenbild 2017 abgebrochen | Fotos hochladen |